# Литовская лига свободы
Литовская лига свободы (ЛСЛ) (лит. Lietuvos laisvės lyga) — диссидентская организация в Литовской ССР, организованная в 1978 году. 

## История
Первоначально одним из требованием «Лиги» было провозглашение литовского языка единственным официальным государственным языком. Находясь в подполье, долгое время занималась распространением антисоветской литературы и организацией протестных выступлений. Основателем выступил бывший политзаключенный Антанас Терлецкас. 
Литовская лига свободы стала инициатором Меморандума 45, подписанного в 1979 году, накануне 40-летия пакта Молотова-Рибентроппа. Меморандум подписали 37 литовцев, четыре эстонца и четыре латыша. Документ обращал внимание на незаконность включения Литвы, Латвии и Эстонии в состав СССР.
После восстановления Литвой независимости и опубликования Акта восстановления государственности Литвы организация потеряла свою популярность. В 1995 году «Лига» была заявлена как политическая партия и участвовала на выборах в Сейм, однако потерпела неудачу. В 2001 году Литовская лига свободы и некоторые другие партии образовали Союз правых Литвы.

## Первая политическая активность

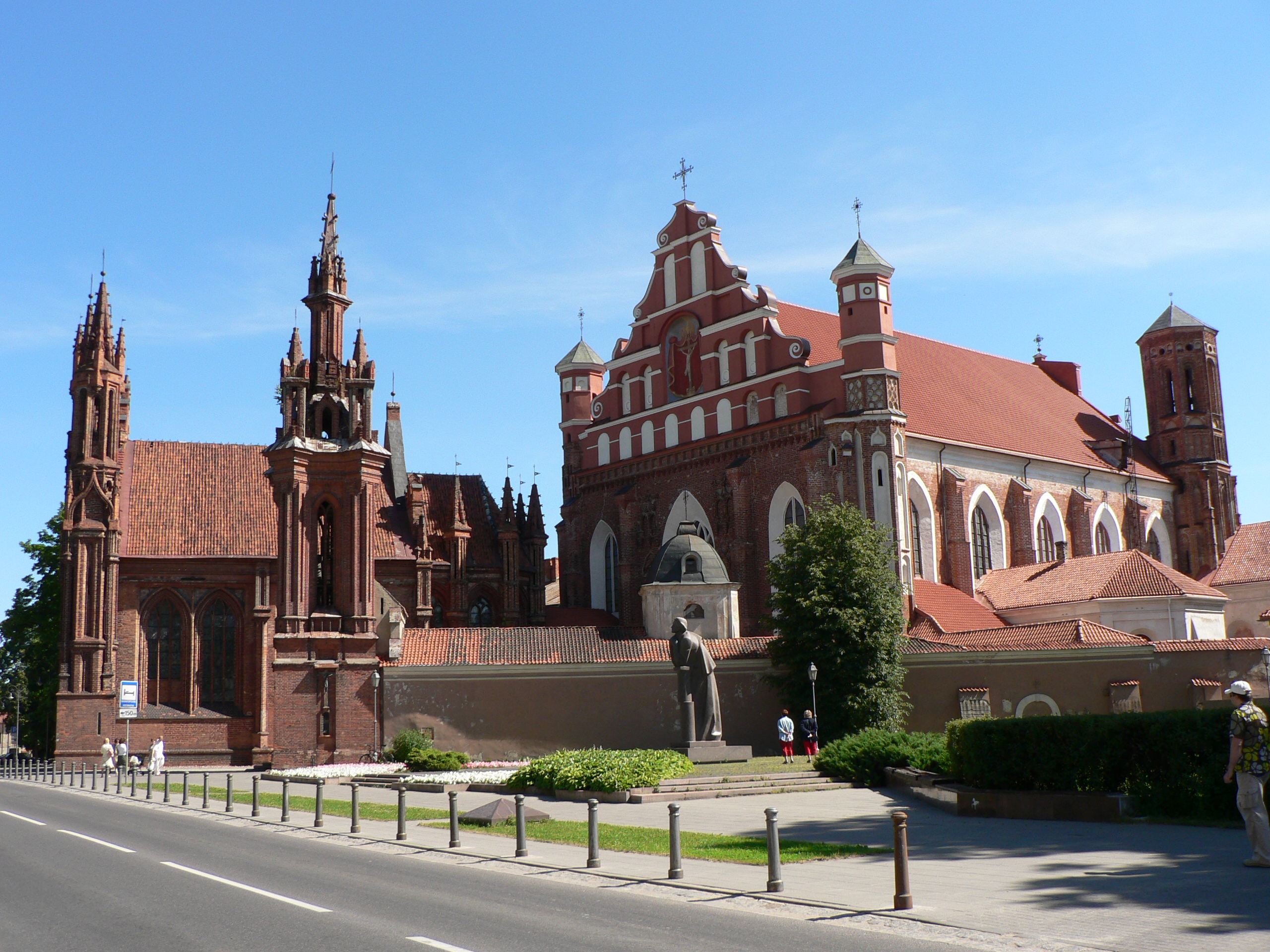
Площадь у церкви Святой Анны, где 23 августа 1987 г. впервые прошла акция протеста.

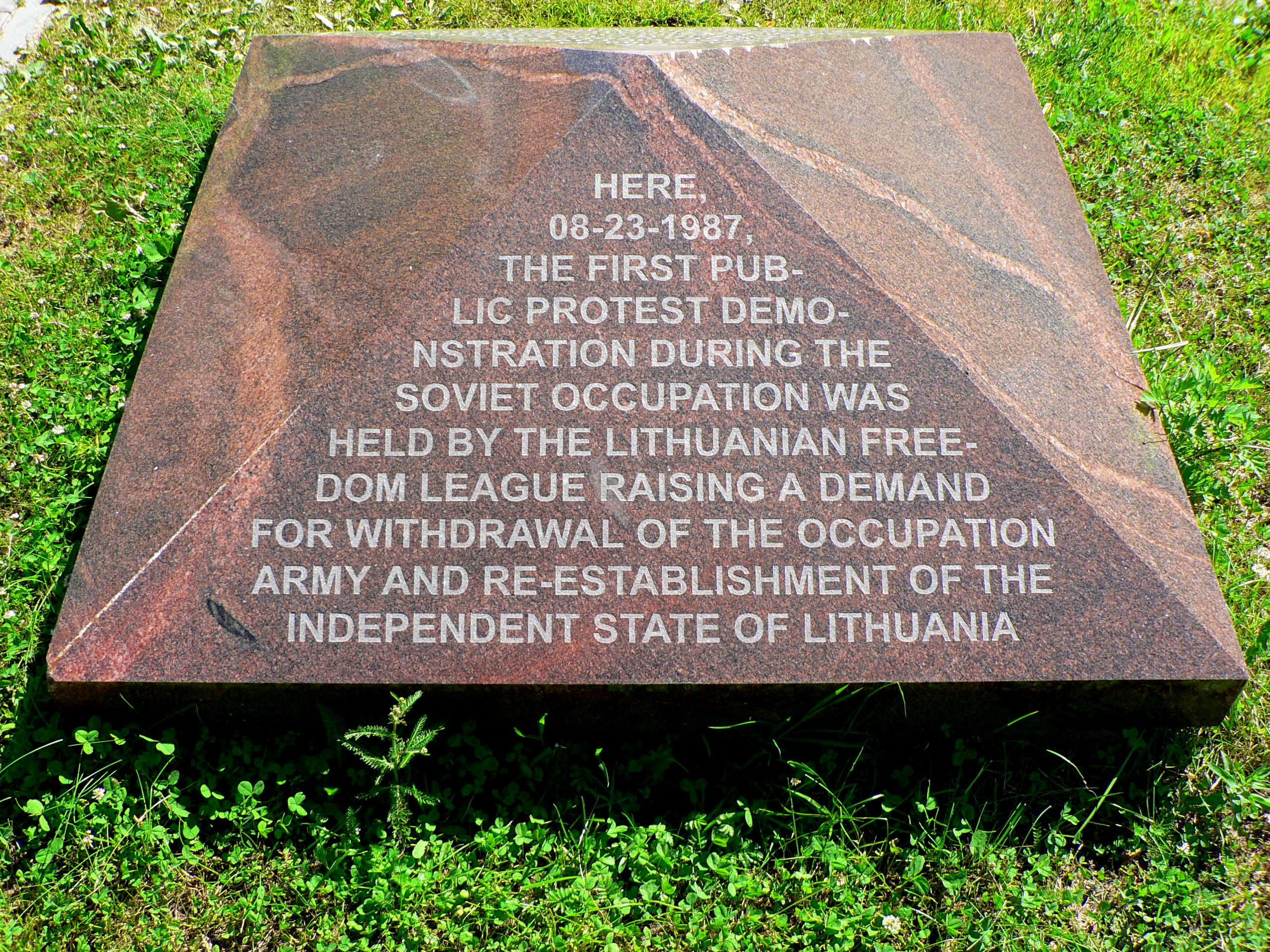
Памятный монумент на месте первого митинга ЛСП

Первый несанкционированный митинг в Литве, организованный Лигой свободы Литвы, состоялся 23 августа 1987 года в Вильнюсе. Собрание проходило возле памятника Адаму Мицкевичу. Участники митинга были арестованы, но вскоре их отпустили. Данное событие явилось переломным в мышлении жителей Литвы. 20 апреля в Литве философ Арвидас Юозайтис в Союзе художников сделал доклад под названием «Политическая культура и Литва». В нем он обратил внимание на том, что политика не может существовать без рационализма, здравого ума и независимости. Также он рассказал о Литовском народном возрождении начала XX века. В августе 1987 года в Эстонии была создана группа по обнародованию материалов пакта Молотова — Риббентропа. На него обратили внимание и в других республиках Прибалтики. Сторонники суверенитета говорили о необоснованном пребывании этих республик в СССР. Они апеллировали тем, что их присоединение было последствием оккупации.
Деятельность «Лиги» привела к отставке первого секретаря ЦК Коммунистической партии Литвы Р. Сонгайлы, который приказал разогнать организованной Лигой свободы Литвы демонстрации в сентябре 1988 года. За его отставку выступило не только руководство компартии ЛитССР, но и руководство ЦК КПСС, признав, что личность Сонгайлы тормозит реализацию реформ в республике и дискредитирует партию и союзное руководство в целом.

## Отношения сСаюдисом

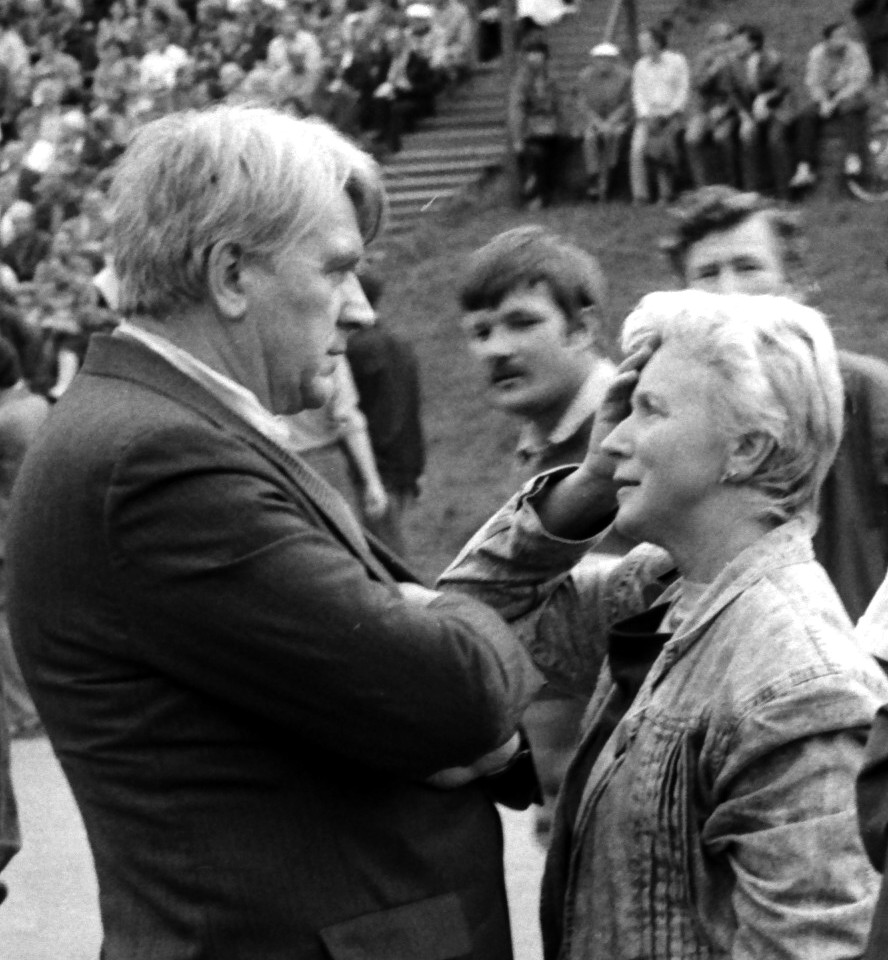
Лидер «Лиги свободы Литвы» Антанас Терлецкас во время акции протеста.

Лига свободы Литвы, основанная в 1978 году, вышла из подполья летом-осенью 1988 года и начала проявлять себя как политический конкурент не только компартии, но и «Саюдиса». 28 сентября 1988 года Лига организовала в Вильнюсе митинг. Использование силы при разгоне митинга вызвало волну возмущения во всей республике. «Саюдис» впервые поддержал своего политического конкурента, потребовав проведения расследования событий 28 сентября.
Широкое обсуждение спорных вопросов литовской истории советского периода поощрялось Движением в поддержку Перестройки («Саюдис»), которое заявило о себе в 1988 году. Созданный научной и творческой интеллигенцией, «Саюдис» своими продуманными акциями за короткий срок завоевал симпатии литовской общественности. «Саюдис» нуждался не только в консультациях, но и в более широкой поддержке со стороны литовской эмиграции. Эмиграция же отдавала предпочтение радикальной Лиге свободы Литвы, а инициативы Движения в поддержку Перестройки игнорировала, считая его прокоммунистическим. В связи с этим неоднократно подчеркивалось, что у «Саюдиса» те же цели, что и у Лиги. Впоследствии Лига свободной Литвы начала сливаться с «Саюдисом».

## Оценки
По оценкам провластных российских историков — радикальная антикоммунистическая группа, идеи которой основывались, в том числе, на реабилитации литовских националистов, сотрудничавших с фашистами в годы немецкой оккупации Литвы. 